# Mendel Menachem Alter
Mendel Menachem Alter (ur. 1877, zm. 1943 w Auschwitz-Birkenau) – rabin chasydzki Ger, ostatni Naczelny Rabin Kalisza, prezes Związku Rabinów w Polsce.

## Życiorys
Był synem cadyka z Góry Kalwarii, Judy Arie Leiba Altera. Urząd Naczelnego Rabina Kalisza objął w 1937 roku. Jego wybór po części spowodowany był wzrastającym wpływem chasydów Ger w Kaliszu. W 1934 roku sygnował memorandum do kard. Aleksandra Kakowskiego w sprawie żydowskiej w Polsce. W 1935 roku po śmierci rabina Jechaskiela Lipszyca, otrzymał funkcję prezesa Związku Rabinów w Polsce. Alter wszedł w skład Rady Uczonych Talmudystów i kierownictwa Agudat Israel. W 1937 roku zwołał do Warszawy nadzwyczajny zjazd rabinów w Polsce, w związku z ograniczeniem ustawą uboju rytualnego. 
Po wybuchu II wojny światowej, 2 września 1939 roku przeprowadził się do Warszawy. W 1940 roku został przesiedlony do getta warszawskiego. W 1943 roku został wywieziony do Auschwitz-Birkenau, gdzie został zamordowany.